# Dimayor
Dimayor (División Mayor del Fútbol Colombiano) - zawodowa liga piłki nożnej w Kolumbii, istniejąca od 1948 roku. Kluby grające w Dimayor zrzeszone są w Asociación de Clubes del Fútbol Profesional Colombiano. Obecnie rozgrywki ligowe w Kolumbii noszą nazwę Categoría Primera A (pierwsza liga) i Categoría Primera B (druga liga).

## MistrzowieKolumbii
- 1948 - Independiente Santa Fé Bogotá
- 1949 - Millonarios Bogotá
- 1950 - Once Caldas Manizales
- 1951 - Millonarios Bogotá
- 1952 - Millonarios Bogotá
- 1953 - Millonarios Bogotá
- 1954 - Atlético Nacional Medellín
- 1955 - Deportivo Independiente Medellín
- 1956 - Atlético Quindío Armenia
- 1957 - Deportivo Independiente Medellín
- 1958 - Independiente Santa Fé Bogotá
- 1959 - Millonarios Bogotá
- 1960 - Independiente Santa Fé Bogotá
- 1961 - Millonarios Bogotá
- 1962 - Millonarios Bogotá
- 1963 - Millonarios Bogotá
- 1964 - Millonarios Bogotá
- 1965 - Deportivo Cali
- 1966 - Independiente Santa Fé Bogotá
- 1967 - Deportivo Cali
- 1968 - Unión Magdalena Santa Marta
- 1969 - Deportivo Cali
- 1970 - Deportivo Cali
- 1971 - Independiente Santa Fé Bogotá
- 1972 - Millonarios Bogotá
- 1973 - Atlético Nacional Medellín
- 1974 - Deportivo Cali
- 1975 - Independiente Santa Fé Bogotá
- 1976 - Atlético Nacional Medellín
- 1977 - Atlético Junior Barranquilla
- 1978 - Millonarios Bogotá
- 1979 - América Cali
- 1980 - Atlético Junior Barranquilla
- 1981 - Atlético Nacional Medellín
- 1982 - América Cali
- 1983 - América Cali
- 1984 - América Cali
- 1985 - América Cali
- 1986 - América Cali
- 1987 - Millonarios Bogotá
- 1988 - Millonarios Bogotá
- 1989 - mistrzostwa nie przyznano
- 1990 - América Cali
- 1991 - Atlético Nacional Medellín
- 1992 - América Cali
- 1993 - Atlético Junior Barranquilla
- 1994 - Atlético Nacional Medellín
- 1995 - Atlético Junior Barranquilla
- 1996 - Deportivo Cali
- 1997 - América Cali
- 1998 - Deportivo Cali
- 1999 - Atlético Nacional Medellín
- 2000 - América Cali
- 2001 - América Cali
- 2002 (Apertura) - América Cali
- 2002 (Finalización) - Deportivo Independiente Medellín
- 2003 (Apertura) - Once Caldas Manizales
- 2003 (Finalización) - Deportes Tolima Ibagué
- 2004 (Apertura) - Deportivo Independiente Medellín
- 2004 (Finalización) - Atlético Junior Barranquilla
- 2005 (Apertura) - Atlético Nacional Medellín
- 2005 (Finalización) - Deportivo Cali
- 2006 (Apertura) - Deportivo Pasto
- 2006 (Finalización) - Deportivo Cúcuta

## Strona internetowa
http://www.dimayor.com/